# 金塚晴子
金塚 晴子（かねづか はるこ）は、日本の和菓子研究家。和菓子教室を主宰し参加者に作り方を教えるほか、和菓子に関する書籍を数多く執筆し、雑誌でのコラム連載やテレビの料理番組にも出演している。

## 来歴・人物
東京都目黒区に生まれる。青山学院大学文学部を卒業後、CBS・ソニー（現・ソニー・ミュージックレコーズ）のレコード制作ディレクターとして、山口百恵や南沙織など数々のヒット曲の制作に携わる。打ち合わせやスタジオでのレコーディングに明け暮れ多忙を極めていた頃、気分転換の為に立ち寄った図書館でお菓子作りに関する書籍を見たことがきっかけとなり、和菓子に興味を持ち始める。ちなみに金塚が本の中に発見したものは、″忘れかけていた季節の色合い″ であり、それから何かに吸い寄せられるように ″自分でも作ってみたい″ と思うようになったという。
CBS・ソニーに18年勤めた後、42歳の時に会社を辞め、東京製菓学校和菓子専科に入学。2年間、和菓子職人を目指す若者たちと一緒に和菓子づくりの基礎を学んだ。卒業後は、作り方を教えてほしいという友人数人を自宅で教えているうちに、気付けば自宅が教室のようになっていった。1987年には自宅に和菓子工房「へちま」を作り、料亭や茶席に出す注文菓子を製作するようになると、味とセンスの良さが評判を呼ぶ。ちなみに ″へちま″ という屋号は、長年音楽ディレクターという仕事をしていて、季節の風に吹かれることもなくスタジオという密室の中で過ごしていた反動からか、へちまのように風に吹かれてぶらぶらしてみたいという思いから付けたものだという。その後、編集者の知人の伝で初の著書が刊行され、和菓子に関する多くのレシピ本を執筆する。
2000年、中目黒に「和菓子スタジオ へちま」を開設し、家庭での作りやすさを追求した和菓子作りを教え始める。スタジオでは20クラス、160人もの生徒に和菓子作りを教えた。(″へちま″ は新型コロナウイルスの影響から、2021年10月に閉鎖している)。
近年では各地で開催されるイベントに講師として招かれ、和菓子作りを教えている。

## 番組出演
- 土曜オアシス（NHK総合）（2002年6月）[11]
- きょうの料理（NHK教育）- 2002年ごろから不定期出演[12][11]。同番組のテキストに連載されていた特集コーナー「今月の和菓子」の執筆を1998年10月より2年半に亘って担当した。
- レディス4（テレビ東京）（2004年11月）[11]
- 生活ほっとモーニング（NHK総合）（2005年09月）[11]
- hito 今を生きるあなたへ（TBS）（2009年1月）[11]
- あさイチ（NHK総合）（2010年9月、2013年4月、2014年4月）[11]
- こんにちはいっと6けん（NHK総合）（2011年10月）[11]
- キユーピー3分クッキング（日本テレビ）（2011年4月から2011年9月までレギュラー出演。2012年8月に再登場）[11]
- ひるまえほっと（NHK総合）（2013年11月）[11]

## 著作
- 『ほーむめいど和菓子』文化出版局（1997年）。ISBN 978-4-579-20593-6。
- 『電子レンジとフードプロセッサーで和菓子ができる』講談社（2000年）。ISBN 978-4-06-210129-5。
- 『金塚晴子の和菓子はかんたん』NHK出版（2001年）。ISBN 978-4-14-187821-6。
- 『キッチンでつくる茶席の和菓子』淡交社（2002年）。ISBN 978-4-473-01895-3。
- 『和菓子 フルーツと野菜がふんだん』講談社（2002年）。ISBN 978-4-06-271545-4。
- 『おもてなし和菓子を手づくりで。』小学館（2003年）。ISBN 978-4-09-310355-8。
- 『キッチンでつくるお祝いの茶席菓子』淡交社（2004年）。ISBN 978-4-473-03216-4。
- 『人気の和菓子基本のキホン 買うより作ろう！』講談社（2005年）。ISBN 978-4-06-271634-5。
- 『和のおやつ はじめての和菓子レッスン』家の光協会（2007年）。ISBN 978-4-259-56197-0。
- 『和菓子とわたし』淡交社（2008年）。ISBN 978-4-473-03486-1。
- 『ひんやり和のおやつ』(宇佐美桂子との共著) 家の光協会（2009年）。ISBN 978-4-259-56255-7。
- 『雑穀とお米でつくるナチュラル和菓子』講談社（2009年）。ISBN 978-4-06-278425-2。
- 『いつものキッチン道具でつくるかわいい和菓子』扶桑社（2012年）。ISBN 978-4-594-06572-0。
- 『季節をつくるわたしの和菓子帳』東京書籍（2013年）。ISBN 978-4-487-80731-4。
- 『金塚晴子さんとつくる茶席の和菓子』淡交社（2014年）。ISBN 978-4-473-03941-5。
- 『花の和菓子のつくりかた』淡交社（2015年）。ISBN 978-4-473-04015-2。
- 『あんこのお菓子 毎日食べたい和のおやつ』マイナビ出版（2016年）。ISBN 978-4-8399-5795-7。
- 『はじめての和菓子レッスン 決定版』(宇佐美桂子との共著) 家の光協会（2022年）。ISBN 978-4-259-56714-9。

## 参考資料
- 金塚晴子『人気の和菓子基本のキホン』講談社、2014年5月2日。ISBN 4-06-271634-8。
- 川瀬泰雄『プレイバック 制作ディレクター回想記』学研マーケティング、2011年2月。ISBN 978-4054047259。